# Bettina Müller
Bettina Müller, född den 24 juli 1952, är en östtysk kanotist.
Hon tog bland annat VM-guld i K-4 500 meter i samband med sprintvärldsmästerskapen i kanotsport 1975 i Belgrad.